# Neculai Ghimpu
Neculai Ghimpu (n. 15 iulie 1912, comuna Covurlui (actualmente Jorăști), județul Galați – d. 2006) a fost un celebru globtrotter român.